# فرانسيسك أليو
فرانسيسك أليو بريا (بالإسبانية: Francisco Alió)‏، (مواليد برشلونة ، 27 مارس 1862 - برشلونة، 31 مارس 1908) وهو ملحن كاتالوني. في عام 1892 كتب موسيقى إلس سيغادورس (النشيد الوطني الكاتالوني)، استنادا إلى الألحان الشعبية في كاتالونيا، لحنها في بلدة كانكونس بوبولارز الكاتالونية. كان واحدا من جيل الملحنين الذين قاموا بالتحويل إلى الأغنية الكاتالونية في عقد 1890.

## روابط خارجية
- فرانسيسك أليو على موقع ميوزك برينز (الإنجليزية)